# Glenn Murcutt

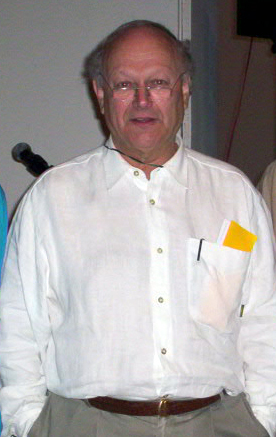
Glenn Murcutt

Glenn Marcus Murcutt AO (* 25. Juli 1936 in London) ist ein australischer Architekt. 2002 erhielt er den Pritzker-Preis, 2021 den japanischen Praemium Imperiale.

## Leben
Glenn Murcutt wurde 1936 während einer Europareise seiner australischen Eltern in London geboren. 1936–41 lebte er in Papua-Neuguinea, danach kehrte er mit seinen Eltern nach Sydney zurück. Sein Studium am „Technical College der University of New South Wales“ absolvierte er 1956–61. Seit 1969 führt Murcutt ein eigenes Architekturbüro in Sydney. 1973 unternahm er ausgedehnte Reisen nach Mexiko, USA, Europa. Murcutt ist Architekturprofessor an der University of New South Wales in Sydney und als Gastprofessor in aller Welt gefragt.
2002 erhielt er vom Time-Magazin den Preis Hero for the Green Century (als Begründer des Bauens von emissionsfreien Gebäuden). Glenn Murcutt entwirft bewusst nur Privathäuser und kulturelle Gebäude, keine Hochhäuser. Auch baut er nur in seiner australischen Heimat.

## Wichtige Bauten
- 1968: Haus Glenn Murcutt
- 1969: Haus Douglas Murcutt (Bruder des Architekten)
- 1973: Haus Laurie Short
- 1974: Haus Marie Short
- 1982–84: Haus Magney, Bingie Point
- 1986–90: Haus Magney, Paddington, Sydney
- 1983–94: Haus Pratt
- 1990: Haus Marika – Alderton, Yirrkala Community, Eastern Arnhern Land (Northern Territory)
- 1989–94: Haus Simpson-Lee
- 1999: Arthur and Yvonne Boyd Centre, Riversdale/Illaroo, NSW
- 2006–2016: Moschee, Newport (Victoria)
- 2016–2022: Cobar Sound Chapel, in Zusammenarbeit mit dem Komponisten Georges Lentz

## Auszeichnungen (Auswahl)
- 12 Preise des Royal Australian Institute of Architects
- Alvar-Aalto-Medaille (1992)
- Officer of the Order of Australia[1]
- Mehrmalige Teilnahme an der Biennale
- Pritzker-Preis (2002)
- Das TIME-Magazin zeichnete ihn 2002 als einen von fünf Heroes for the Green Century aus.
- Ehrenmitglied der American Academy of Arts and Letters (2008)[2]
- Praemium Imperiale (2021)